# Rubus parkeri
Rubus parkeri är en rosväxtart som beskrevs av Henry Fletcher Hance. Rubus parkeri ingår i släktet rubusar, och familjen rosväxter. Inga underarter finns listade i Catalogue of Life.